# Physocephalus sexalatus
Espèce
Synonymes
- Spiroptera sexalatus Molin, 1860 (protonyme)

Physocephalus sexalatus est une espèce de nématodes de la famille des Spirocercidae.

## Hôtes
Les œufs de Physocephalus sexalatus sont consommés par diverses espèces de bousiers, et le nématode utilise toutes sortes de vertébrés comme hôtes définitifs : mammifères, oiseaux, reptiles.

## Taxinomie
L'espèce est décrite en 1860 par le zoologiste italien Raffaele Molin.